# Igreja Católica no Uruguai
A Igreja Católica no Uruguai é parte da Igreja Católica universal, em comunhão com a liderança espiritual do Papa, em Roma, e da Santa Sé. Este é o país mais secular da América Latina, o que é considerado como "parte da identidade" do país, ainda que isso não impeça o governo de dialogar com líderes religiosos. A Igreja do país define-se como que caminha com seu povo, embora, venha passando por séria crise financeira, devido à baixa participação dos fiéis em trabalhos pastorais e na entrega do dízimo..

## História

### Colonização

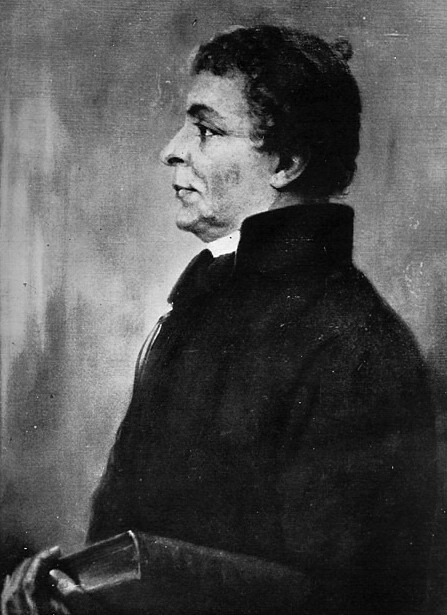
Dámaso Antonio Larrañaga

Descoberto pelo navegador João Pedro Dias de Solis em 1516, o atual território do Uruguai passou a pertencer à Coroa de Castela. Poucas tribos habitavam a região, como os charruas, chanás, bohanes, yaros e guenoas; boa parte desses povos fugiram ou foram exterminados da região, sendo que os poucos que restaram só começaram a ser evangelizados no século XIX, uma evangelização tardia em relação aos outros países do continente. Os primeiros missionários que chegaram de Buenos Aires foram três franciscanos: Frei Bernardino de Guzmán, que fundou a primeira redução de Santo Domingo de Soriano, e é considerado o criador da sociabilidade uruguaia, porque foi capaz de arrancar da barbárie uma tribo inteira e relacioná-la com o solo, estabelecendo os hábitos de produção lucrativa e trabalho moralizador; frei Villavicencio; e frei Aldao. Mais tarde, os jesuítas iniciaram o seu trabalho evangelizador, dando especial atenção ao ensino dos jovens. O Uruguai fez parte do território da Diocese de Buenos Aires até 1824, quando Dámaso Antonio Larrañaga foi nomeado vigário da cidade de Montevidéu.

### Independência

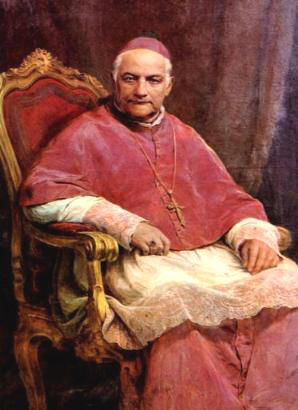
Jacinto Vera, primeiro bispo de Montevidéu.

Em 1878, Montevidéu foi elevada a diocese, sendo Jacinto Vera seu primeiro bispo, que trabalhou energicamente para organizar a Igreja uruguaia. Nos século XIX, ocorre a restauração dos jesuítas, que voltam a operar no país. Outras ordens atuantes eram os agostinianos, basilianos, capuchinhos, carmelitas descalços, claretianos, dominicanos, franciscanos, vicentinos e maronitas. Durante os séculos XIX e XX, quase todos os padres eram estrangeiros, principalmente italianos e espanhóis. A falta de membros do clero e recursos financeiros limitados continuaram a ser obstáculos à propagação da fé.
Após a independência, os líderes da Igreja que participaram do movimento se tornaram legisladores, como Larrañaga, conselheiro de Artigas e fundador da Biblioteca Nacional em 1816. A constituição de 1830 estabeleceu o catolicismo como a religião do Estado. O governo subsidiava a Igreja, tornou obrigatória a instrução religiosa e ajudou nos esforços para manter missões para os nativos que permaneceram no Uruguai. No entanto, a divisão política entre blancos (conservadores predominantemente católicos) e colorados (liberais) desencadeou uma série de guerras civis que dificultaram o progresso da nação ao longo do século XIX. O governo permaneceu nas mãos dos colorados de 1872 a 1958, período durante o qual o poder da Igreja declinou, principalmente devido à prevalência do anticlericalismo.
Contudo, o ápice da tensão ocorreu após a Igreja Católica se recusar, em 1861, a sepultar Jacobson, notável católico e maçom da cidade. O conceito uruguaio de laicidad (em português:  laicidade), ou a separação entre Igreja e estado, então passou a ser defendido e difundido por intelectuais e políticos da época, espalhando-se pelo país. Em 1861, como resposta a isso, o governo nacionalizou cemitérios em todo o país, quebrando suas afiliações com igrejas. Logo depois, proibiu as igrejas de terem um papel na educação pública ou de emitirem certidões de nascimento, casamento e óbito. Essa oposição materializou-se por meio das ações do Estado durante o período histórico denominado "militarismo", em que lideranças político-militares governaram o Uruguai, principalmente vinculadas ao Partido Colorado, como Lorenzo Latorre.
A Lei de Conventos, de 1885, declarou a inexistência legal de todos os conventos e casas de oração, além de proibir o ingresso de religiosos estrangeiros no país. O impacto simbólico e estratégico dessa medida foi marginalizar a instituição, não reconhecendo sequer sua existência por parte do Estado. A norma dificultou a política eclesial adotada em 1870, pelo Bispo Jacinto Vera, que desejava expandir a religiosidade, o clero e as ações da Igreja por meio do ingresso de distintas congregações católicas no país, tais como: salesianos, capuchinhos, vicentinos, entre outras.

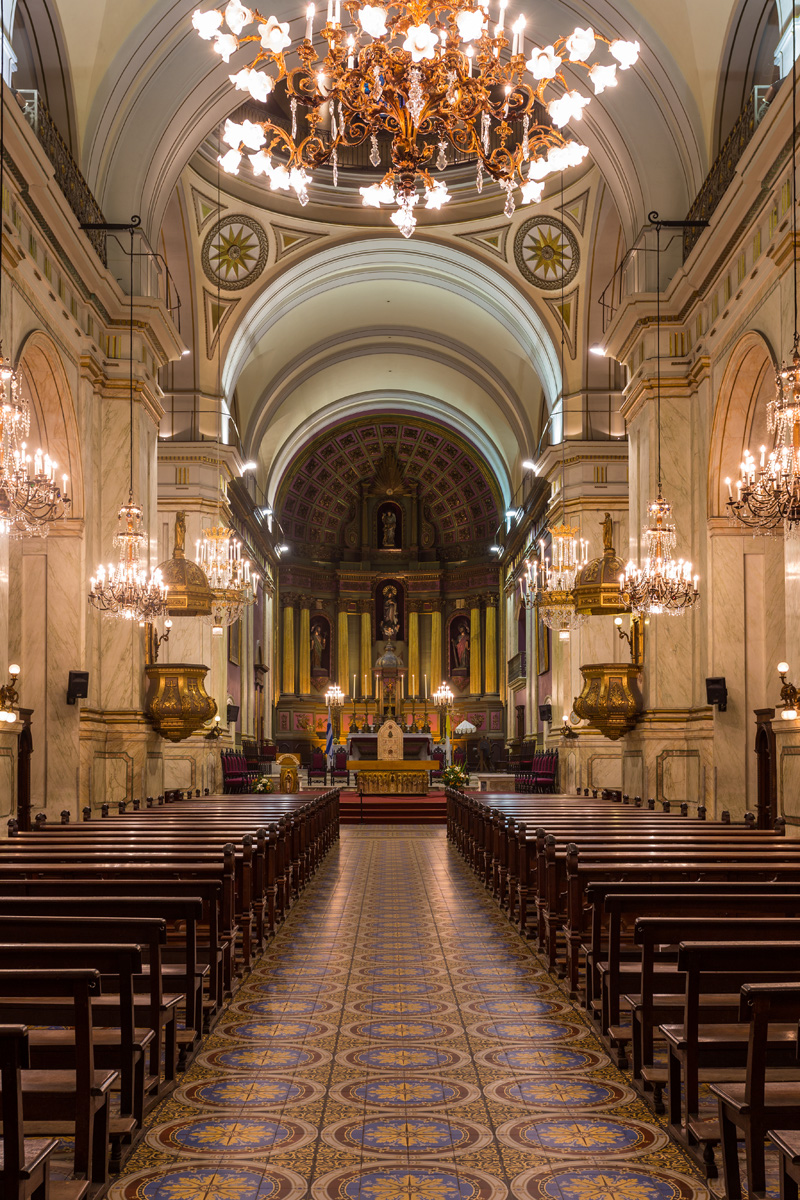
Interior da Catedral Metropolitana de Montevidéu.

Em 1904 foi instalado o governo de José Batlle y Ordóñez e o Uruguai entrou num período de estabilidade política e social. Sob essa administração, o ensino religioso nas escolas públicas uruguaias foi eliminado em 1909, e a constituição de 1918 criou definitivamente a separação entre Igreja e Estado. Depois deste ponto, a Igreja passou a ser totalmente bancada pelas contribuições dos fiéis e seus recursos financeiros diminuíram consideravelmente. O governo de Gabriel Terra, de 1931 a 1938, teve uma disposição incomum para com a Igreja e, durante o seu mandato, as relações diplomáticas com a Santa Sé, que haviam sido interrompidas em 1911, foram retomadas.
A secularização continuou no século XX: em 1907, uma nova constituição consagrou a separação entre religião e vida pública, e as referências a Deus foram removidas do juramento parlamentar. Em 1908 imagens religiosas foram retiradas de hospitais, enquanto que referências religiosas foram retiradas dos nomes de cidades e aldeias em 1909. Mais de trinta cidades registradas com nomes de santos foram renomeadas com nomes seculares. Houve também nesse ano a secularização dos nomes dos feriados. Por exemplo, o Natal passou a se chamar Festa da Família, e a Semana Santa, Semana do Turismo.  Em 1934 houve a descriminalização do aborto e da eutanásia, aprovadas durante a ditadura de Gabriel Terra.
Essa perspectiva contribuiu gradativamente para o estímulo de uma militância anticlerical, que passava a entender o catolicismo e a fé como manifestações ultrapassadas de compreensão do mundo, ou seja, antíteses ao progresso e entraves ao desenvolvimento. A partir disso, a Igreja Católica recuou progressivamente e adotou a posição modesta de apenas proteger e conservar seus fiéis diante de uma sociedade laicista.

### Governo militar e redemocratização

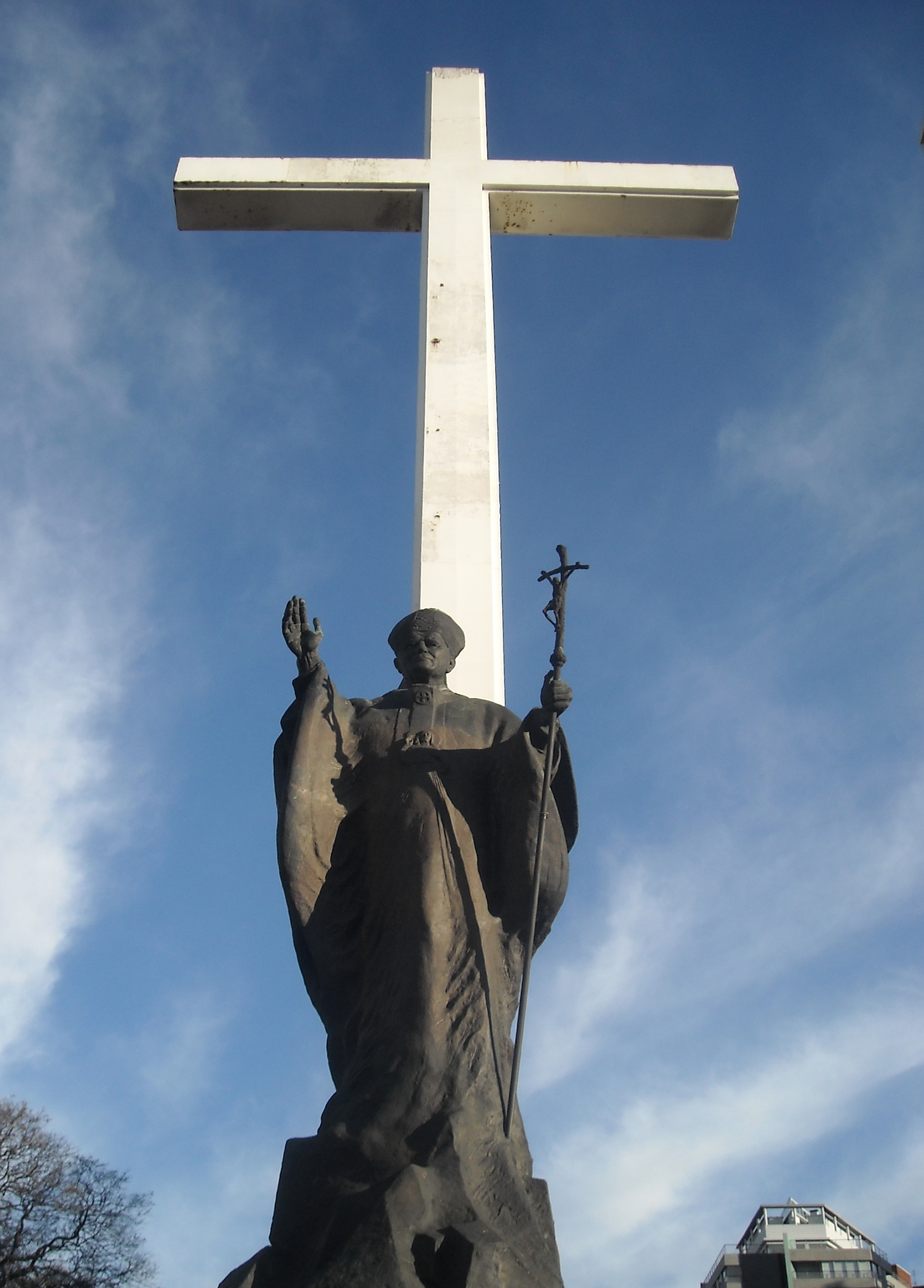
Monumento e cruz em homenagem à visita do Papa João Paulo II de 1987 em Montevidéu, popularmente conhecida como "cruz do Papa".

No final da década de 1960, os tupamaros, uma guerrilha marxista, começaram a ganhar poder e apoiaram o golpe militar de 1973, que tomou o controle do governo. Militares esmagaram os marxistas, mantendo-se no poder até 1985. Em 1997, os bispos uruguaios pediram ao presidente que revelasse o destino de 150 cidadãos desaparecidos durante a ditadura militar, para que pudessem receber um enterro cristão.
A partir da redemocratização, em 1985, transformações importantes passaram a ser vistas na relação entre as religiões e o Estado. Segundo analistas, alguns episódios polêmicos causaram a modificações dos moldes do laicismo uruguaio. A polêmica "Cruz do Papa" foi o primeiro episódio de tensão, e o mais representativo. Trata-se de um monumento em forma de cruz construído em homenagem à visita do Papa São João Paulo II em 1987, que, a princípio, deveria permanecer temporariamente, apenas para o evento da missa papal, em Montevidéu. Após essa ocasião, levantou-se a possibilidade de permanência da cruz como forma de memorial e, em consequência disso, instalou-se a controvérsia entre os que defendiam a preservação do monumento e aqueles que o entendiam como violação da laicidade. A enorme discussão em torno da permanência, retirada ou traslado da cruz mobilizou a atenção do Presidente Julio María Sanguinetti, do Partido Colorado, e dos parlamentares das duas casas legislativas. Por fim, naquele mesmo ano seria aprovada a lei 15.870, a qual permitia monumentos religiosos em espaços públicos. Portanto, a cruz permaneceu.

## Atualmente

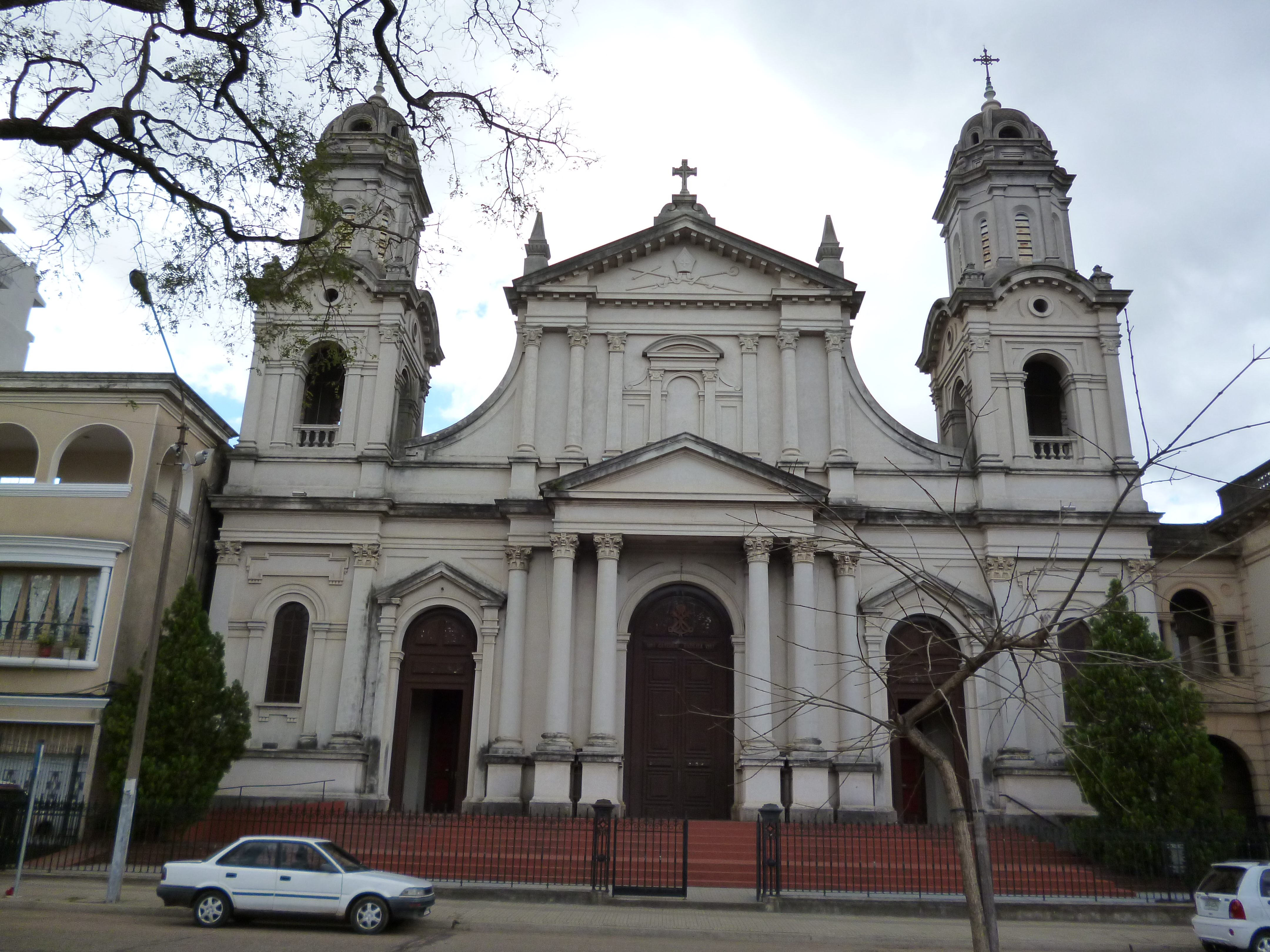
Catedral de Salto

Em 2000, havia no país 384 paróquias atendidas por 1.110 padres diocesanos e 335 religiosos. Outros religiosos incluíam aproximadamente 460 irmãos e 2.800 irmãs, muitos dos quais estavam empenhados na manutenção das 170 escolas católicas primárias e 90 secundárias do Uruguai, bem como trabalhando em hospitais e clínicas de atendimento médico. Os feriados religiosos no Uruguai não são chamados pelos seus nomes cristãos. O Natal recebeu o nome de "Dia da Família", o dia da Imaculada Conceição é o "Dia da Praia" e a Semana Santa é a "Semana do Turismo". Em 2018 foi instituído o Dia do Secularismo (em castelhano:  Día de la laicidad).
Dados do Latinobarômetro mostram que num período de duas décadas, a porcentagem de católicos caiu pela metade no país: 60% em 2001 para 32% em 2021, fazendo do Uruguai o país com a menor quantidade de católicos da América Latina, seguido por Honduras e El Salvador, porém, com a diferença é que nos dois países centro-americanos a quantidade de evangélicos é alta.
Durante a campanha eleitoral para as eleições presidenciais de 2019, a Conferência Episcopal do Uruguai publicou um documento chamado Tiempo de elecciones, tiempo de esperanza (em português:  Tempo de eleições, tempo e esperança), afirmando que "a partir de algumas áreas do Estado se difunde uma visão da pessoa e da sua sexualidade que visa a desconstrução da família, o que equivale à sua destruição". O documento fala sobre a ideologia de gênero, e que no Uruguai todos estão sofrendo "uma verdadeira colonização ideológica". Em maio de 2021 foi roubada uma imagem de Nossa Senhora de Lourdes do Santuário Nacional de Montevidéu, um dos principais locais de peregrinação do país.
No dia 15 de maio de 2022, o Papa Francisco canonizou a primeira santa uruguaia, María Francisca de Jesús, cujo verdadeiro nome era Ana María Rubatto. Apesar de nascida na Itália, dedicou boa parte de sua vida em projetos de cuidados de doentes e de crianças e jovens abandonados no Uruguai, Argentina e Brasil. A Igreja Católica uruguaia também viveu grande alegria em dezembro de 2022, com a aprovação de um milagre ocorrido pela intercessão de Jacinto Vera, primeiro bispo de Montevidéu. A aprovação significa o aval da Igreja à beatificação do religioso. Os bispos do país afirmam que o bispo "guiou a Igreja sul-americana, mormente nos momentos difíceis, revitalizando a vida e a graça do Evangelho entre todos, sem distinção. Ao término da sua vida terrena, o Bispo contava com uma admiração unânime da sociedade do seu tempo, até de seus adversários. Sua iminente Beatificação leva-nos a renovar o nosso ardor missionário e o desejo de servir o país e o povo uruguaio". Em 6 de maio de 2023, Jacinto Vera foi beatificado.

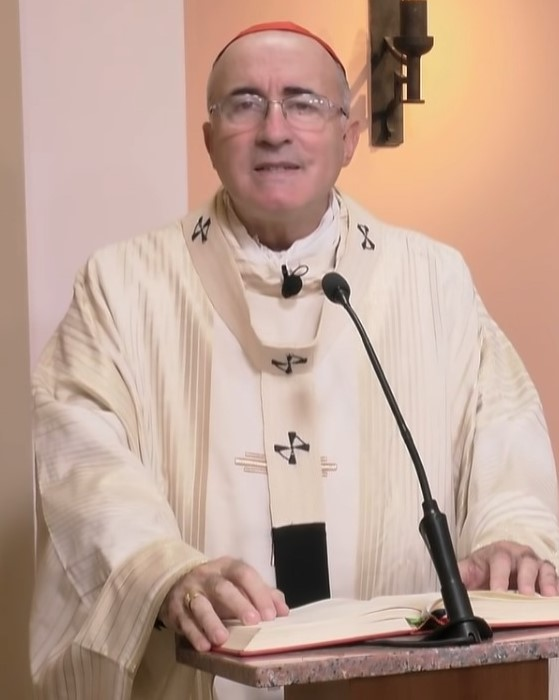
Cardeal uruguaio e arcebispo de Montevidéu, Daniel Sturla.

Em 2023, a Igreja do país passou a elaborar um plano devido à crise financeira que várias dioceses vêm enfrentando, pela falta de fiéis e contribuições. A Arquidiocese de Montevidéu, por exemplo, tem um déficit anual de 400.000 dólares, sem condições de cobrir seus próprios gastos. Dados encomendados pela arquidiocese mostram que apenas 8% dos católicos  participam de atividades pastorais. O arcebispo de Montevidéu, Daniel Sturla, informou que diversas paróquias não têm crianças na catequese, nem grupos de adolescentes ou de jovens. As escolas católicas também têm problemas de encontrar pessoal para obras católicas, educativas e de evangelização. Sturla também orientou todas as paróquias do país a "identificar oportunidades, dificuldades e ameaças que apresentem a realidade do país". A campanha lançada para os fiéis foi intitulada Iglesia de Todos (em português:  Igreja de Todos), já que, segundo Sturla, ao assumir a liderança de Montevidéu, encontrou "uma igreja muito bonita, mas com uma realidade econômica muito difícil e um déficit significativo, pois o que a Arquidiocese recebeu não cobre as suas despesas fundamentais". Ele afirma que, somente na região metropolitana de Montevidéu os católicos têm de arcar com as despesas de 83 paróquias, 95 capelas, 78 escolas católicas, duas escolas profissionalizantes, a Universidade Católica de Montevidéu, seis residências universitárias, duas para jovens trabalhadores, 23 obras sociais, campos esportivos e casas para menores.
| “ | Esta campanha nasceu em resposta às necessidades da nossa Arquidiocese. As obras da nossa Igreja pertencem a todos e contribuem para uma sociedade melhor. A Igreja tem diversos gastos, dos quais há três essenciais, e convidamos a todos a conhecê-los: a formação dos nossos seminaristas, a manutenção dos sacerdotes idosos e doentes e à ajuda eficaz às paróquias mais necessitadas. | ” |
|   | — Cardeal Daniel Sturla, arcebispo de Montevidéu, no lançamento da campanha Igreja de Todos. |   |

### Atitudes religiosas
| Católicos no Uruguai | Católicos no Uruguai | Católicos no Uruguai | Católicos no Uruguai | Católicos no Uruguai |
| -------------------- | -------------------- | -------------------- | -------------------- | -------------------- |
|                      |                      |                      |                      |                      |
| 1910                 | 1910                 |                      | 61%                  | 61%                  |
| 1950                 | 1950                 |                      | 62%                  | 62%                  |
| 1970                 | 1970                 |                      | 63%                  | 63%                  |
| 2014                 | 2014                 |                      | 42%                  | 42%                  |

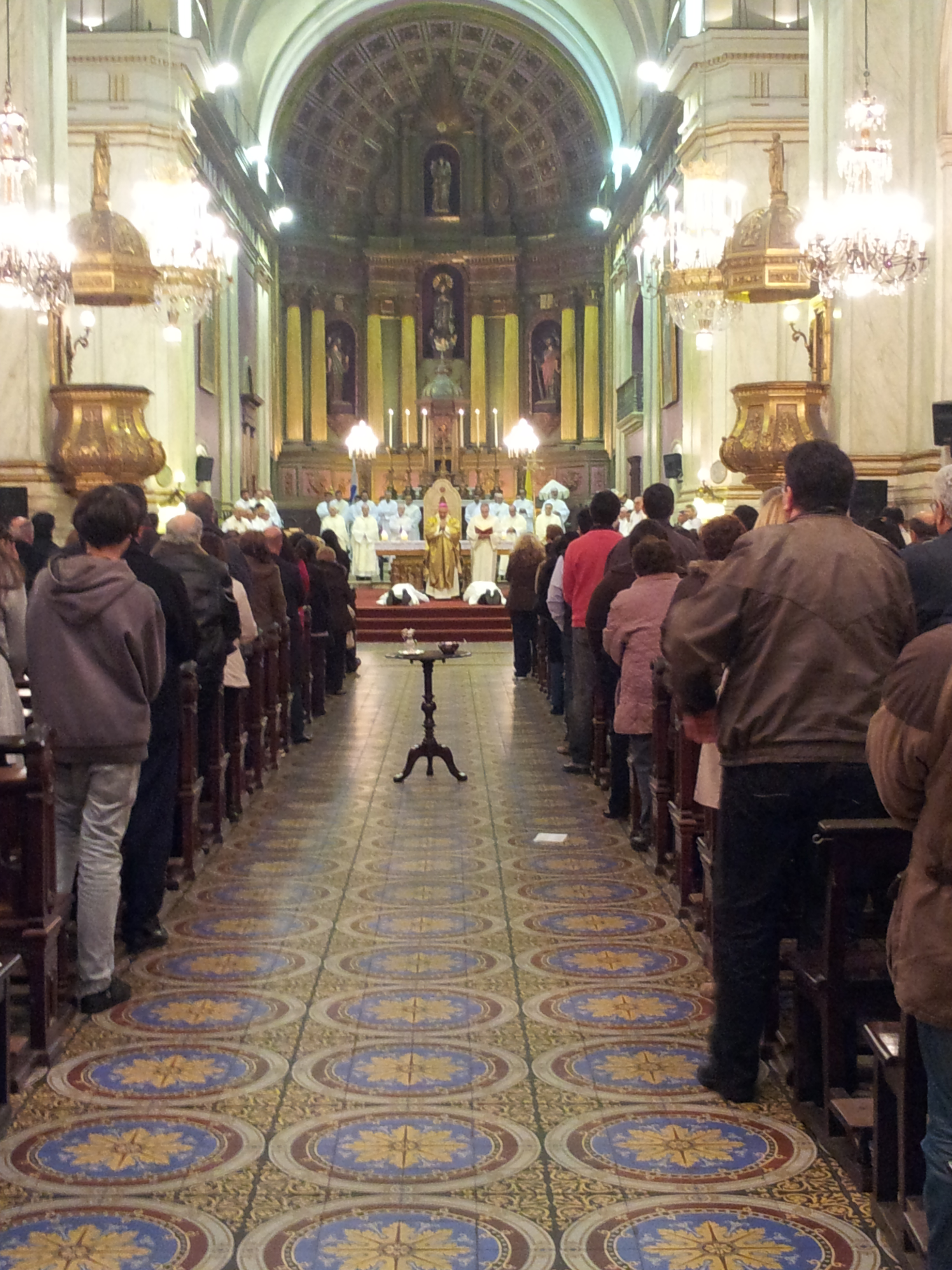
Missa sendo celebrada na Catedral de Montevidéu.

Um estudo, publicado em janeiro de 2019, evidenciou que as gerações mais mais velhas são mais adeptas à fé católica; entre os que têm mais de 60 anos, 50% são católicos; esse número diminui para 28% na população de 18 a 34 anos. Os resultados também mostram que apenas de 10% dos católicos uruguaios vão à igreja semanalmente, enquanto que, entre os cristãos de outras denominações, esse índice é de 43%, e 55% entre os fiéis de outras religiões. Outra pesquisa, realizada pelo Pew Research Center em 2014, com intenção de mostrar a disparidade das atitudes religiosas de católicos e protestantes na América Latina. As conclusões foram que 37% dos protestantes uruguaios foram criados no catolicismo; apenas 4% dos católicos uruguaios têm o hábito de compartilhar sua fé com outras pessoas, enquanto que entre protestantes esse índice é de 25%; cerca de 59% dos católicos uruguaios são favoráveis ao casamento gay, e o índice cai para 35% dos protestantes; são 31% os católicos que definiram a religião como algo "muito importante" em suas vidas, contra 60% dos protestantes; 33% dos católicos afirmam rezar diariamente, e 62% dos protestantes; apenas 8% dos católicos do Uruguai se envolvem em atividades pastorais ou no ensino da catequese, e o índice entre os protestantes é de 28%; quanto à leitura semanal da Bíblia, são apenas 10% os católicos que o fazem, contra 51% dos protestantes; são apenas 8% dos católicos que dão o dízimo à igreja e 42% dos protestantes; a crença em Deus é estatisticamente igual entre fiéis católicos e protestantes: 97% e 98%, respectivamente; também é igual entre católicos e protestantes que praticam sincretismo religioso com religiões afrocaribenhas ou indígenas, que é de 31% nos dois grupos; e, por fim, a situação se inverte quando o assunto é a segunda vinda de Jesus: 33% dos católicos acreditam que ela ocorrerá durante sua existência, contra 23% dos protestantes; 83% são favoráveis ao pontificado do Papa Francisco; apenas 57% dos católicos acreditam no mistério da transubstanciação; por fim, 88% dos católicos pedem a intercessão de Nossa Senhora.

## Organização territorial
O catolicismo está presente no país com apenas uma província eclesiástica, pertencente à Arquidiocese de Montevidéu, e tem mais oito dioceses sufragâneas; todas de rito romano. Há também o Exarcado Apostólico da América Latina e México, que abrange os fiéis de rito armênio.
| Circunscrição                                  | Ano de ereção | Catedral                                                         | Foto | Ref.   |
| ---------------------------------------------- | ------------- | ---------------------------------------------------------------- | ---- | ------ |
| Arquidiocese de Montevidéu                     | 1832          | Catedral Basílica da Imaculada Conceição, São Filipe e São Tiago |      | [ 24 ] |
| Diocese de Canelones                           | 1961          | Catedral de Nossa Senhora de Guadalupe                           |      | [ 25 ] |
| Diocese de Florida                             | 1931          | Catedral Basílica de Nossa Senhora dos Trinta e Três             |      | [ 26 ] |
| Diocese de Maldonado–Punta del Este–Minas      | 1966          | Catedral de São Fernando                                         |      | [ 27 ] |
| Diocese de Melo                                | 1897          | Catedral de Nossa Senhora do Pilar e São Rafael                  |      | [ 28 ] |
| Diocese de Mercedes                            | 1960          | Catedral de Nossa Senhora das Mercês                             |      | [ 29 ] |
| Diocese de Salto                               | 1897          | Catedral Basílica de São João Batista                            |      | [ 30 ] |
| Diocese de San José de Mayo                    | 1955          | Catedral Basílica de São José                                    |      | [ 31 ] |
| Diocese de Tacuarembó                          | 1960          | Catedral de São Frutuoso                                         |      | [ 32 ] |
| Exarcado Apostólico da América Latina e México | 1981          | Cocatedral de Nossa Senhora de Bzommar                           |      | [ 33 ] |

## Conferência Episcopal
A reunião dos bispos do país forma a Conferência Episcopal do Uruguai, que foi criada em 1958. Sua sede fica em Montevidéu.

## Nunciatura Apostólica

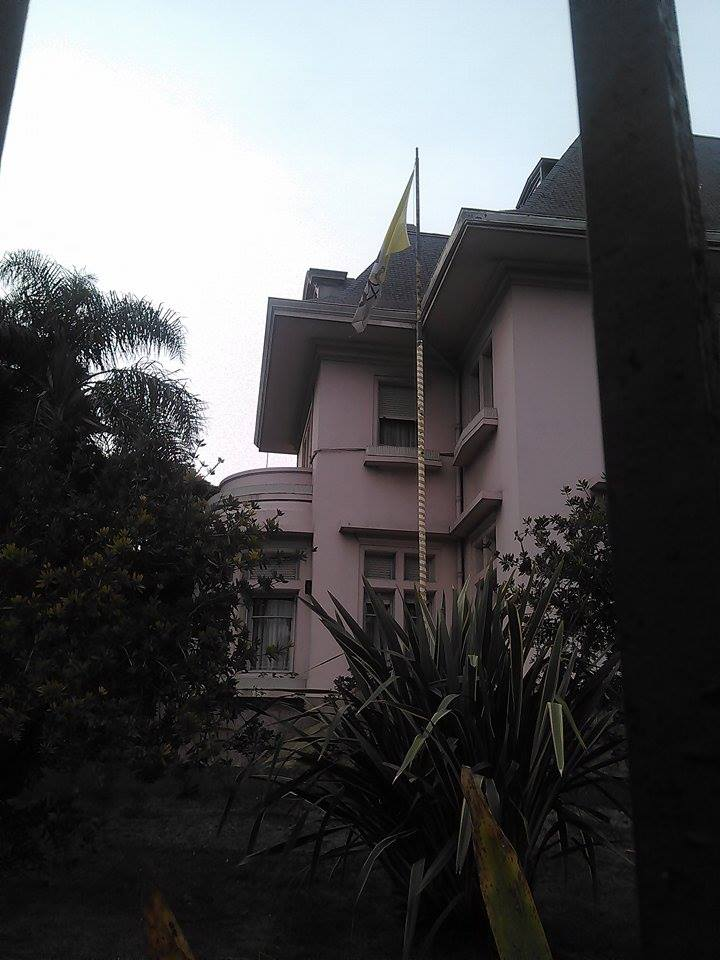
Nunciatura Apostólica do Uruguai

A Delegação Apostólica do Uruguai foi criada em 1856, e elevada a Nunciatura Apostólica do Uruguai em 10 de novembro de 1939. A sede da nunciatura fica localizada em Montevidéu.

## Visitas papais
O país foi visitado duas vezes pelo Papa João Paulo II. A primeira viagem ocorreu nos dias 31 de março e 1º de abril de 1987, além de visitar também o Chile e a Argentina.
| “ | Queridos uruguaios: Seu país nasceu católico. Seus heróis seguiram os conselhos de ilustres sacerdotes que animaram os primeiros passos da nação uruguaia com o ensinamento de Cristo e de sua Igreja, e a confiaram à proteção da Virgem que, sob a invocação dos Trinta e Três, hoje preside ao lado de a Cruz. O Uruguai de hoje encontrará os caminhos da verdadeira reconciliação e do desenvolvimento integral que tanto almeja, se não tirar os olhos de Cristo, Príncipe da Paz e Rei do universo. | ” |
|   | — Papa João Paulo II na missa na Esplanada da Três Cruzes, Montevidéu. |   |

A segunda viagem aconteceu no ano seguinte, entre 7 e 9 de maio de 1988, além da Bolívia, Peru e Paraguai.
| “ | A evangelização, que tem também como projeção necessária a preocupação pelo bem-estar material dos outros e por encontrar o remédio para as suas necessidades, será eficaz se culminar na prática sacramental, que é o canal através do qual a vida nova que Cristo oferece como o fruto da redenção. Neste sentido, encorajo fortemente a iniciativa pastoral de seus bispos ao terem convocado um Ano Eucarístico para que a virtude do amor de Cristo, que nos é dado como alimento, seja a fonte de onde saem os novos apóstolos de que o Uruguai hoje precisa. pode surgir. Sentir ardor apostólico significa ter fome de levar aos outros a alegria da fé. | ” |
|   | — Papa João Paulo II em sua homilia durante sua visita a Salto. |   |

## Santos

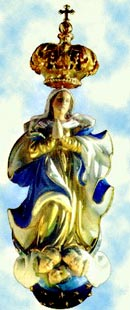
Nossa Senhora dos Trinta e Três

A lista de santos e beatos refere-se àqueles relevantes à história da Igreja Católica uruguaia, e não só àqueles que nasceram no país.
- Santa Maria Francisca de Jesus

### Beatos
- Consuelo Aguiar-Mella y Díaz
- Jacinto Vera
- María Dolores Aguiar-Mella y Díaz

### Títulos marianos
- Nossa Senhora dos Trinta e Três[1]